# فلوريد الرصاص الرباعي
فلوريد الرصاص الرباعي (أو رباعي فلوريد الرصاص) مركب كيميائي صيغته PbF4، ويوجد في الشروط القياسية على شكل صلب بلوري أبيض اللون.

## التحضير
يمكن أن يحضر المركب من التفاعل المباشر بين عنصر الرصاص أو ثنائي فلوريد الرصاص مع غاز الفلور:
{\displaystyle {\ce {PbF2 + F2 -> PbF4}}}
{\displaystyle {\ce {Pb + 2F2 -> PbF4}}}

## الخواص
يوجد المركب في الشروط القياسية على شكل بلورات بيضاء، ذات حساسية تجاه رطوبة الهواء؛ إذ تتلون عند التعرض لها باللون البني بسبب تشكل أكسيد الرصاص الرباعي.
{\displaystyle {\ce {PbF4 + 2H2O -> PbO2 + 4HF}}}
تتبع بلورات رباعي فلوريد الرصاص في بنيتها نظاماً بلورياً رباعياً، ذات زمرة فراغية I4/mmm ‏.